# Tecolotla, Tlaxcala
Tecolotla är en ort i Mexiko.   Den ligger i kommunen Apetatitlán de Antonio Carvajal och delstaten Tlaxcala, i den sydöstra delen av landet, 100 km öster om huvudstaden Mexico City. Tecolotla ligger 2 277 meter över havet och antalet invånare är 829.
Terrängen runt Tecolotla är kuperad söderut, men norrut är den platt. Tecolotla ligger nere i en dal. Runt Tecolotla är det mycket tätbefolkat, med 1 463 invånare per kvadratkilometer. Närmaste större samhälle är Tlaxcala de Xicohtencatl, 2,6 km sydväst om Tecolotla. Trakten runt Tecolotla består till största delen av jordbruksmark.